# AC Juvenes/Dogana
AC Juvenes/Dogana este un club de fotbal din San Marino. Clubul a fost înființat în anul 2000 și joacă în prezent în prima ligă sanmarineză.

## Echipa actuală
Din august 2008.

## Rezultate în Europa
| Sezon     | Competiție         | Tur                      | Țară    | Club             | Acasă | Deplasare | Aggregate |
| --------- | ------------------ | ------------------------ | ------- | ---------------- | ----- | --------- | --------- |
| 2008-2009 | Cupa UEFA          | Primul tur de calificare | Israel  | Hapoel Tel Aviv  | 0-2   | 0-3       | 0-5       |
| 2009-2010 | UEFA Europa League | Turul doi de calificare  | Polonia | Polonia Warszawa | 0-1   | 0-4       | 0-5       |